# Европейская счётная палата
Европейская счётная палата — один из семи институтов, управляющих Европейским союзом. Палата создана в 1975 году для аудиторской проверки бюджета союза и его учреждений, а начала свою работу в октябре 1977 года.
Штаб-квартира Счётной палаты находится в Люксембурге.

## Функции
Функции Счётной палаты имеют следующие направления:
1. проверка отчётов о доходах и расходах Европейского союза и всех его институтов и органов, имеющих доступ к фондам Европейского союза;
2. контроль качества управления финансами;
3. составление доклада о своей работе после завершения каждого финансового года, а также представление Европарламенту и Совету заключения или замечания по отдельным вопросам;
4. помощь Европарламенту в контроле исполнения бюджета Европейского союза.

В целях выполнения возложенных на Счётную палату функций, аудиторы осуществляют выездные инспекции в другие институты ЕС, государства ЕС или иные государства, получающие финансовую помощь от ЕС. Однако данный институт не имеет реальных полномочий. Если аудиторы обнаружат нарушения они информируют о них.

## Организация
Счётная палата состоит из 27 представителей (по одному от каждого государства-члена), которые исполняли или исполняют в своих странах соответствующие функции внешнего контроля или имеют специальную квалификацию для занятия этой должности. Они назначаются Советом единогласным решением на шестилетний срок и полностью независимы в исполнении своих обязанностей. Председатель Счётной палаты избирается из числа её членов на трехлетний период с правом возобновления мандата.